# خطای محیطی
خطای محیطی (به انگلیسی: Environmental error)، خطای محاسباتی است که به دلیل محیط بخشی از مشاهدات است. هر آزمایشی که در هر نقطه‌ای از کیهان انجام شود، محیط اطراف خود را دارد که ما نمی‌توانیم سیستم خود را از آن حذف کنیم. مطالعه اثرات محیطی این مزیت اصلی را دارد که ما می‌توانیم این واقعیت را توجیه کنیم که محیط بر آزمایش‌ها تأثیر دارد و محیط عملی نه تنها نتیجه ما را اصلاح می‌کند، بلکه آن را تقویت می‌کند.

## دلیل‌ها
خطاهای محیطی دلایل مختلفی دارند که با گذشت زمان گسترش می‌یابد، همان‌طور که پژوهش‌ها به ما می‌گوید، عواملی مانند دما، رطوبت، میدان مغناطیسی، ارتعاش مداوم سطح زمین، باد و روشنایی نامناسب تأثیرگذار هستند.

## کاستن
در آزمایشگاه‌های با دقت بالا، جایی که کوچک‌ترین اشکال می‌تواند کل سیستم را از بین ببرد، حذف یا حداقل کاهش انجام می‌شود.